# Subisotoma variabilis
Subisotoma variabilis is een springstaartensoort uit de familie van de Isotomidae. De wetenschappelijke naam van de soort is voor het eerst geldig gepubliceerd in 1949 door Gisin.